# Bravo Brass〜集まれ!ブラバンピープル〜
Bravo Brass〜集まれ!ブラバンピープル〜（ブラボー・ブラス〜あつまれ!ブラバンピープル〜）は、インターネット専門放送局OTTAVAで放送されていた音楽番組。

## 概要
2015年3月にOTTAVAにて番組の原点となる『Bravo Brass』（ブラボー・ブラス）が30分の枠で放送開始。それが徐々に拡大され、2016年11月19日に『OTTAVA Bravo Brass ブラバンピープル 集まれ!オザワ部長のLet's吹奏楽部』（オッターヴァ ブラボー・ブラス ブラバンピープル あつまれ!オザワぶちょうのレッツすいそうがくぶ）へリニューアル。吹奏楽に関する最新情報とオザワ部長の吹奏楽活動（=吹活）レポート、各楽団からエントリーされた音源を紹介し、吹奏楽部を盛り上げ応援する番組として放送。キャッチフレーズは「吹奏楽よ、永遠なれ!」であり、番組内の締めの言葉として使用される。
2019年4月、同年3月まで23年間にわたり放送された『渡辺貞夫 Nightly Yours』の後番組としてJFN加盟のFM局とのコラボレート放送開始。こちらはOTTAVAで放送される番組のうち前半1時間を送信する。そのため開始から50分ほどたった所でFM局向けの飛び降りコメントが存在する。これを機に2019年4月6日のOTTAVAならびに6日深夜（7日早朝）のJFN系列局放送分より現在のタイトルへ改題した。なお、前述のキャッチフレーズと締めコメントはそのまま残っており、OTTAVAサイドの放送が終了するところで唱和される。
なお、JFN系列ではオザワと月野のコンビによる『オザワ部長の青春RADIO吹奏楽部』（オザワぶちょうのせいしゅんラジオすいそうがくぶ、2017年6月17日以降系列で放送、60分）、『オザワ部長の青春RADIO吹奏楽部 歓喜と涙のコンクール編』（オザワぶちょうのせいしゅんラジオすいそうがくぶ かんきとなみだのコンクールへん、同年12月31日以降系列で放送、60分）の2つの単発特別番組を放送していた。
2020年3月29日（28日深夜）放送分をもってJFN系列局でのネット放送を終了、ならびにJFNCとのコラボレート放送を終了し、OTTAVAのみの放送へ戻した。
OTTAVAでは2021年3月より60分枠に縮小。2022年1月に終了した。

## プレゼンター
OTTAVAでは出演者（JFNCにおけるパーソナリティ）のことを「プレゼンター」と呼ぶためそちらに準ずる。

### 現在
- オザワ部長 - 現役時代はサックス担当
- 月野もあ（仮面女子） - 現役時代はフルート担当。JFNネットが始まった2019年4月より固定出演。

### 過去
- 森雄一
  - 「Bravo Brass」時代からオザワ部長のパートナーを務めていたが、2018年4月21日より療養のため休演し、そのまま担当を離れた。
- 仮面女子 - 2018年5月より。「部員」として吹奏楽部経験者が交代で出演している。
  - 桜のどか
    - 部員として。2018年12月をもって仮面女子を脱退したため、当番組からも離れる。

  - 黒瀬サラ - 以下4名は2019年3月まで出演。
  - 窪田美沙
  - 森下舞桜
  - 陽向こはる

## 番組内コーナー
前半（OTTAVA+JFN）
- ブラブラ遠征放送
  - オザワが全国の学校の吹奏楽部を直接取材し生演奏を届ける。OTTAVA単独時代の「オザワ部長の吹奏楽活動=吹活」を改題。
- 吹奏楽の門
  - 2019年4月20日に開始。JFNネットもスタートし、吹奏楽未経験者リスナーが増えることを見据えて未経験者にもわかりやすく解説する。
- トピック吹奏楽
  - 吹奏楽と関連する時事トピックスを紹介する

そのほか、前半の時間帯は番組ネット局の存在する県の学校や吹奏楽団の演奏を紹介する。
後半（OTTAVA）
- 今週のブラブラな1枚
  - 注目の吹奏楽アルバムを紹介。
- 吹奏楽ちゃんを探せ!

JFN PARK（2020年3月末をもって更新終了）
- Bravo Brass〜集まれ!ブラバンピープル〜 アフタートーク
  - スマートフォンアプリのJFN PARKのみで配信される音声コンテンツ。毎週火曜の夜を目安に配信される。

## ネット局

### 現在
2020年3月現在。放送時間の早い順から記載。★印は「radiko」（プレミアム含む）で聴取可能な放送局。
JFN系列の局において、TOKYO FM・AIR-G'・Date fm・FM長野・K-mix・FM AICHI ・レディオキューブ FM三重・FM OH!・ Kiss FM KOBE・JOEU-FM・FM FUKUOKA・FMSは未ネットとなっている。
| 放送対象地域   | 放送局名                             | 放送時間                         | 放送期間                      | 備考                                         |
| -------------- | ------------------------------------ | -------------------------------- | ----------------------------- | -------------------------------------------- |
| 日本全国       | OTTAVA                               | 毎週土曜 22:00 - 24:00           | 2015年3月 -                   | 制作局                                       |
| 日本全国       | OTTAVA                               | 毎週日曜 17:00 - 19:00           | 2015年3月 -                   | 再放送                                       |
| -              | ジャパンエフエムネットワーク（JFNC） | 毎週日曜 4:00 - 5:00（土曜深夜） | 2019年4月7日 - 2020年3月29日  | 制作局 基本送出時間。 別途テープネットあり。 |
| -              | ジャパンエフエムネットワーク（JFNC） | 毎週月曜 1:00 - 2:00（日曜深夜） | 2019年4月8日 - 2020年3月30日  | 再送出時間                                   |
| 青森県         | エフエム青森（AFB）★                 | 毎週日曜 4:00 - 5:00（土曜深夜） | 2019年4月7日 - 2020年3月29日  |                                              |
| 青森県         | エフエム青森（AFB）★                 | 毎週月曜 1:00 - 2:00（日曜深夜） | 2019年4月8日 - 2020年3月30日  | 再放送                                       |
| 岩手県         | エフエム岩手（FM IWATE）★            | 毎週日曜 4:00 - 5:00（土曜深夜） | 2019年4月7日 - 2020年3月29日  |                                              |
| 福島県         | エフエム福島（ふくしまFM）★          | 毎週日曜 4:00 - 5:00（土曜深夜） | 2019年10月6日 - 2020年3月29日 | [ 16 ]                                       |
| 群馬県         | エフエム群馬（FM GUNMA）★            | 毎週日曜 4:00 - 5:00（土曜深夜） | 2019年4月7日 - 2020年3月29日  | [ 17 ]                                       |
| 富山県         | 富山エフエム放送（FMとやま）★        | 毎週日曜 4:00 - 5:00（土曜深夜） | 2019年4月7日 - 2020年3月29日  |                                              |
| 石川県         | エフエム石川（HELLO FIVE）★          | 毎週日曜 4:00 - 5:00（土曜深夜） | 2019年4月7日 - 2020年3月29日  |                                              |
| 福井県         | 福井エフエム放送（FM FUKUI）★        | 毎週日曜 4:00 - 5:00（土曜深夜） | 2019年4月7日 - 2020年3月29日  |                                              |
| 岐阜県         | エフエム岐阜（FM GIFU）★             | 毎週日曜 4:00 - 5:00（土曜深夜） | 2019年4月7日 - 2020年3月29日  |                                              |
| 滋賀県         | エフエム滋賀（e-radio）★             | 毎週日曜 4:00 - 5:00（土曜深夜） | 2019年4月7日 - 2020年3月29日  |                                              |
| 鳥取県・島根県 | エフエム山陰（V-air）                | 毎週日曜 4:00 - 5:00（土曜深夜） | 2019年4月7日 - 2020年3月29日  |                                              |
| 岡山県         | 岡山エフエム放送（FM OKAYAMA）       | 毎週日曜 4:00 - 5:00（土曜深夜） | 2019年4月7日 - 2020年3月29日  | [ 18 ]                                       |
| 広島県         | 広島エフエム放送（HFM）★             | 毎週日曜 4:00 - 5:00（土曜深夜） | 2019年4月7日 - 2020年3月29日  |                                              |
| 山口県         | エフエム山口（FMY）★                 | 毎週日曜 4:00 - 5:00（土曜深夜） | 2019年4月7日 - 2020年3月29日  |                                              |
| 徳島県         | エフエム徳島（FM TOKUSHIMA）         | 毎週日曜 4:00 - 5:00（土曜深夜） | 2019年4月7日 - 2020年3月29日  |                                              |
| 香川県         | エフエム香川（FM香川）★              | 毎週日曜 4:00 - 5:00（土曜深夜） | 2019年4月7日 - 2020年3月29日  |                                              |
| 高知県         | エフエム高知（Hi-Six）★              | 毎週日曜 4:00 - 5:00（土曜深夜） | 2019年4月7日 - 2020年3月29日  |                                              |
| 長崎県         | エフエム長崎（FM Nagasaki）★         | 毎週日曜 4:00 - 5:00（土曜深夜） | 2019年4月7日 - 2020年3月29日  |                                              |
| 熊本県         | エフエム熊本（FMK）★                 | 毎週日曜 4:00 - 5:00（土曜深夜） | 2019年4月7日 - 2020年3月29日  |                                              |
| 大分県         | エフエム大分（Air-Radio FM88）★      | 毎週日曜 4:00 - 5:00（土曜深夜） | 2019年4月7日 - 2020年3月29日  |                                              |
| 鹿児島県       | エフエム鹿児島（μFM）★               | 毎週日曜 4:00 - 5:00（土曜深夜） | 2019年4月7日 - 2020年3月29日  |                                              |
| 沖縄県         | エフエム沖縄（FM沖縄）★              | 毎週日曜 4:00 - 5:00（土曜深夜） | 2019年4月7日 - 2020年3月29日  |                                              |
| 栃木県         | エフエム栃木（RADIO BERRY）★         | 毎週月曜 1:00 - 2:00（日曜深夜） | 2019年4月8日 - 2020年3月30日  | [ 19 ] [ 20 ]                                |
| 宮崎県         | エフエム宮崎（JOY FM）               | 毎週月曜 1:00 - 2:00（日曜深夜） | 2019年4月8日 - 2020年3月30日  | [ 21 ]                                       |
| 秋田県         | エフエム秋田（AFM）                  | 毎週金曜 20:00 - 21:00           | 2019年4月7日 - 2020年3月27日  | [ 22 ] [ 23 ]                                |
| 山形県         | エフエム山形（Rhythm Station）       | 毎週金曜 20:00 - 21:00           | 2019年4月12日 - 2020年3月27日 | [ 24 ]                                       |
| 新潟県         | エフエムラジオ新潟（FM-NIIGATA）★    | 毎週日曜 2:00 - 3:00（土曜深夜） | 2020年1月5日 - 2020年3月29日  | [ 26 ]                                       |